# Nickelback
Nickelback ist eine kanadische Rockband. Sie wurde 1995 in Hanna, Alberta gegründet und besteht aus den Halbbrüdern Chad und Mike Kroeger sowie Daniel Adair und Ryan Peake.

## Geschichte

### Anfang (HesherundCurb)
Gegründet wurde die Band Anfang der 1990er Jahre von Chad Kroeger und seinem Halbbruder Mike und seinem Cousin Brandon unter dem Namen The Village Idiots. Die Band benannte sich danach aber noch mal in Brick um. Sie waren zunächst eine Coverband.
1995 benannten sie sich in Nickelback um. Der Bandname entstand, als Mike Kroeger noch bei Starbucks arbeitete und dort Wechselgeld zurückgab; aufgrund der Preise waren dies oft fünf Cent, und er sagte oft „Here’s your nickel back“ („Hier haben Sie Ihren Nickel (5 Cent) zurück“).
Im Jahr 1996 erschien in Kanada die auf 5000 Stück limitierte EP Hesher. Noch im selben Jahr veröffentlichten sie ihr erstes Studioalbum, Curb. Auch dieses Album brachte ihnen nur regionalen Erfolg ein. Ein Jahr später verließ Brandon Kroeger die Band. Der ganz große Erfolg blieb für Brandon Kroeger aus, da er, kurz bevor Nickelback unter Vertrag genommen wurde, von seinem Vater – der zugleich Chads Onkel war – abgeworben wurde und fortan für ihn arbeitete. Er wurde kurzzeitig durch Mitch Guindon ersetzt, bevor im Jahr 1998 Ryan Vikedal als Schlagzeuger eingesetzt wurde.

### Nationaler Erfolg (The State)
Im Jahr 1998 wurde das zweite Studioalbum, The State, bei einem Independent-Label veröffentlicht. Dank der Single Leader of Men wurden Scouts von Roadrunner Records auf die Band aufmerksam. Roadrunner Records nahm die vier Musiker ein Jahr später unter Vertrag, was sehr ungewöhnlich war, da die Plattenfirma eher für Metalbands bekannt ist. In einem Interview sagte Ryan Peake, sie hätten dort unterschrieben, weil dort „Leute mit Leidenschaft am Werk sind“ und man dort nicht sofort „zum Produkt gemacht“ werde. Im Jahr 2000 wurde das Album neu veröffentlicht, unter anderem auch in den USA. Die Platte erhielt zahlreiche kanadische Musikpreise und erreichte dort den Goldstatus. Einige Jahre später wurde das Album schließlich mit Platin ausgezeichnet. Die Singles Leader of Men und Breathe erreichten die Top 10 der Hot Mainstream Rock Tracks.

### Internationaler Durchbruch (Silver Side Up)
Mit dem dritten Album Silver Side Up (2001) gelang Nickelback schließlich auch der internationale Durchbruch. Das Album wurde bereits vor The State geschrieben und im selben Studio aufgenommen. Der Bekanntheitsgrad stieg gewaltig, sodass die geplante Europatour in größere Hallen verlegt werden musste. Das Album erreichte in mehreren Ländern Platz 1 der Charts, unter anderem in Kanada und Großbritannien. Mit über 177.000 verkauften Kopien erreichte das Album Platz 2 der US-Charts. Nacheinander wurden die Singles How You Remind Me, Too Bad und Never Again veröffentlicht. How You Remind Me ist bis heute die erfolgreichste Single der Band. Sie erreichte Platz 1 der Charts in den Vereinigten Staaten und Kanada und wurde in den USA zur erfolgreichsten Single des Jahres 2002. How You Remind Me war von 2001 bis 2009 die meistgespielte Single in den amerikanischen Radios. Die Single wurde im Jahr 2003 für den Record of the Year-Grammy nominiert. Die Singles Too Bad und Never Again erreichten ebenfalls in mehreren Ländern die Charts, konnten aber nicht an How You Remind Me anknüpfen. Wegen des großen Erfolgs wurde ihr Debütalbum Curb neu veröffentlicht. Zusätzliche Bekanntheit erreichte Chad Kroeger, als er im Jahr 2002 gemeinsam mit Josey Scott den Titelsong Hero zum Kinofilm Spider-Man beisteuerte. Hero wurde mit drei Grammy-Nominierungen belohnt. Im selben Jahr erschien die erste DVD der Band, Live at Home.

### Weiterer Werdegang (The Long Road)
Nachdem sich die Band eine feste Größe erarbeitet hatte, blieb mit dem Album The Long Road der große Erfolg aus. Zwar war Someday eine ähnliche Radio-Hitsingle wie How You Remind Me, aber die anderen beiden veröffentlichten Singles, Feelin' Way too Damn Good und Figured You Out, konnten an den Erfolg früherer Titel nicht anknüpfen. See You at the Show war lediglich der ZDF-Titelsong bei der EM 2004.
Im Jahr 2003 tat sich die Band mit Kid Rock zusammen, um den Elton-John-Klassiker Saturday Night’s Alright for Fighting für 3 Engel für Charlie – Volle Power aufzunehmen. Das Lied erschien auch auf der Deluxe-Edition von The Long Road. Ein Jahr später erhielt die Band weitere Grammy-Nominierungen, für den besten Rocksong (Someday), die beste Hard-Rock-Darbietung (Feelin' Way Too Damn Good) und das beste Rockalbum. Aufgrund der Ähnlichkeiten von Someday und How You Remind Me wurde Nickelback von der Zeitschrift Boston Phoenix als „the worst band in the history of music“ (die schlechteste Band der Musikgeschichte) tituliert.

### Auf dem Höhepunkt (All the Right Reasons)

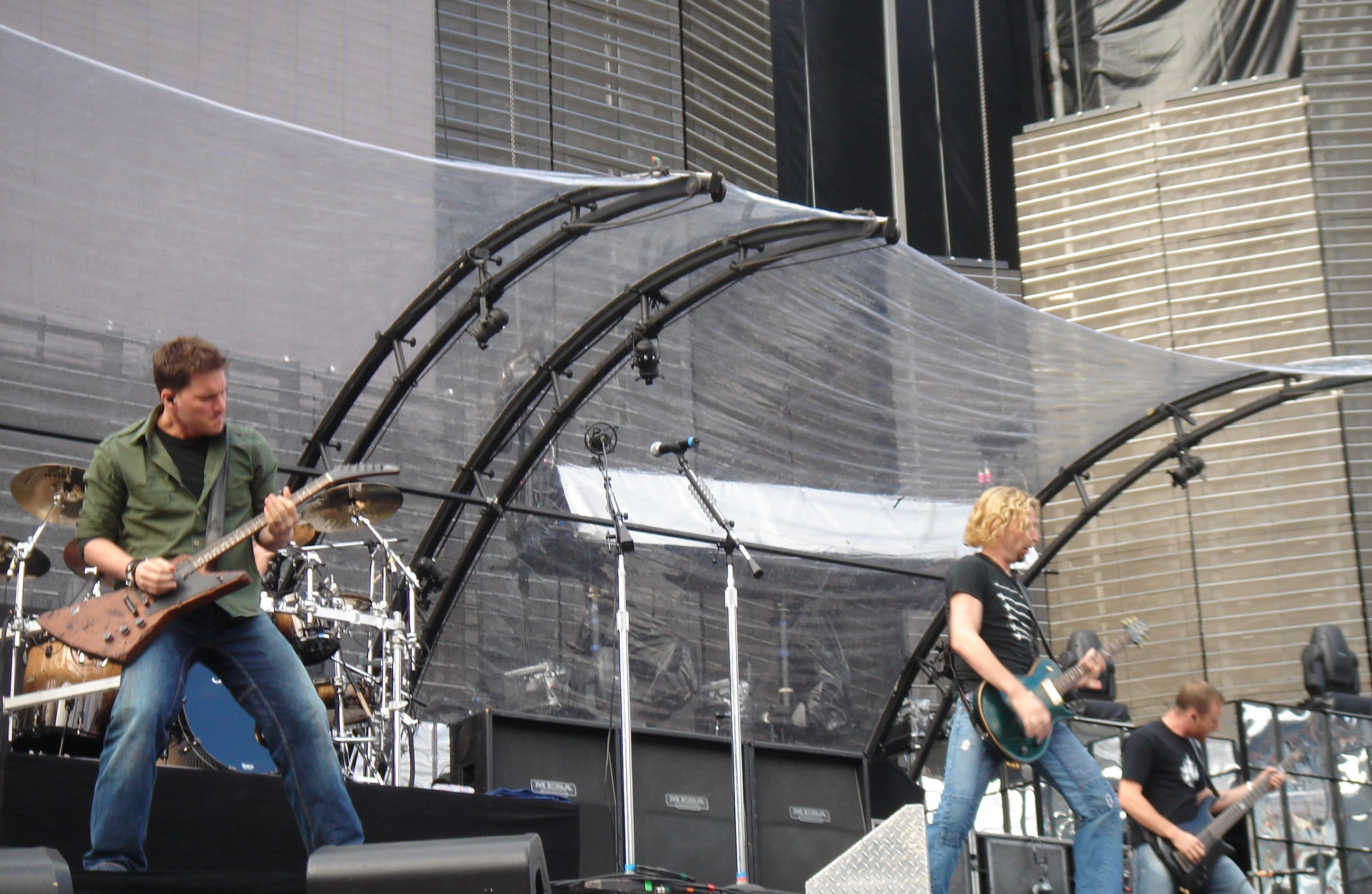
Nickelback auf der Bühne in Dublin (2006)

Anfang 2005 wurde die Zusammenarbeit zwischen Ryan Vikedal und dem Rest der Band beendet, weil er „nicht der richtige Typ von Drummer sei, den die Band braucht […]“. Frontmann Chad Kroeger verklagte ihn anschließend wegen seiner Tantiemen. Sein Nachfolger wurde Daniel Adair, der zuvor bei 3 Doors Down aktiv war. Das fünfte Album der Band, das den Titel All the Right Reasons trägt, erschien im Oktober 2005. Es wurde in den Vereinigten Staaten zu einem Megahit und war dort über 100 Wochen in den Top 30. In Kanada, den Vereinigten Staaten und Neuseeland schaffte es das Album bis auf Platz 1, in Australien und den World Charts für mehrere Wochen auf Platz 2. Mehr als 11 Millionen Exemplare wurden von All the Right Reasons verkauft; damit wurde es zum erfolgreichsten Album der Bandgeschichte. Insgesamt wurden sieben Singles ausgekoppelt: Photograph, Animals, Savin' Me, Far Away, Rockstar, If Everyone Cared und Side of a Bullet. Bei den Singles Rockstar und Follow You Home wirkte Billy Gibbons von ZZ Top als Backgroundsänger mit. Die Single Side of a Bullet ist Dimebag Darrell von Pantera gewidmet, der während eines Konzertes auf der Bühne erschossen wurde. Der Gitarrenriff von Side of a Bullet war bis dato unveröffentlicht und von Darrell selbst gespielt.
Photograph ist autobiographisch aufgebaut und erzählt die Lebensgeschichte von Frontmann Chad Kroeger. Das Musikvideo zu Rockstar ist in dieser Art eine Seltenheit, da bekannte und unbekannte Personen den Liedtext Playback singen. Unter den Persönlichkeiten waren unter anderem Musikerkollegen wie Billy Gibbons, Gene Simmons, Jerry Cantrell, Kid Rock, Nelly Furtado und Ted Nugent, aber auch Sportler wie Wayne Gretzky und Dale Earnhardt junior. Auf einer Special Edition des Albums wurde außerdem eine Coverversion des Queen-Klassikers We Will Rock You veröffentlicht. Der Titel Savin' Me gehört zum Soundtrack des Films Die Todeskandidaten, für If Everyone Cared erhielt die Band ihre siebte Grammy-Nominierung.
Im Jahr 2005 gründete Chad Kroeger sein eigenes Plattenlabel mit dem Namen 604 Records. Am 9. Dezember 2006 traten Nickelback bei Thomas Gottschalk in der Fernsehshow Wetten, dass..? mit ihrer Single If Everyone Cared auf. Nickelback nahmen 2006 74,1 Mio. US-Dollar ein und waren nach den Rolling Stones und Bon Jovi die dritterfolgreichste Rockband des Jahres. Im Jahr 2007 bekam die Gruppe einen Stern auf dem Canada’s Walk of Fame in Toronto. Im Jahr 2007 nahm Chad Kroeger zusammen mit Carlos Santana das Lied Into the Night auf.

### Weitere Spitzenplatzierungen (Dark Horse)
Am 4. September 2008 kündigte Roadrunner Records eine neue Single und ein Album an. Das Album Dark Horse erschien am 14. November 2008 und wurde von Mutt Lange produziert. Hierzu erschien am 27. August 2010 die Dark Horse Special Edition, die mit drei zusätzlichen Videos bestückt ist. Nacheinander wurden die Singles Gotta Be Somebody, Something in Your Mouth, If Today Was Your Last Day, I’d Come for You, Burn it to the Ground, Never Gonna Be Alone, Shakin’ Hands und This Afternoon veröffentlicht. Sowohl das Album als auch die Singles erreichten wieder weltweite Spitzenplätze in den Charts. So hielt sich Dark Horse 125 Wochen in den US-Charts, davon insgesamt 97 Wochen in Folge in den Top 100.
Am 10. Oktober 2009 traten Nickelback in Stefan Raabs TV total Stock Car Crash Challenge in der Veltins-Arena auf und spielten dort Burn It to the Ground. Seit Herbst 2009 ist der Song Burn It to the Ground offizieller Titelsong des Wrestlingrosters RAW der WWE. Mit Burn It to the Ground erhielt die Band ihre achte Grammy-Nominierung, diesmal für die beste Hard-Rock-Darbietung.
Ende 2008 begannen Nickelback eine ausgedehnte Welttournee, die aufgrund des großen Erfolgs mehrmals verlängert wurde und schließlich insgesamt 147 Konzerte umfasste; nahezu 1,6 Millionen Tickets wurden verkauft. Teilweise waren bis zu drei Vorbands mit dabei, unter anderem Hinder, Breaking Benjamin, Papa Roach, Sick Puppies und Shinedown. In Deutschland spielten Nickelback im Rahmen ihrer Dark Horse Tour insgesamt viermal, hier traten Daughtry als Vorband auf. Am 28. Februar 2010 traten Nickelback auf dem Abschlusskonzert der Olympischen Winterspiele 2010 vor 60.000 Menschen auf.

### Here and Now(2011)undNo Fixed Address (2014)
Das siebte Studioalbum mit dem Namen Here and Now erschien weltweit am 21. November 2011 und exklusiv in Deutschland schon am 18. November 2011. Erstmals erreichte das Album in den deutschen Charts Platz 2. Die beiden Singles When We Stand Together und Bottoms Up wurden vorher gleichzeitig veröffentlicht. Im Januar 2012 folgte Lullaby als Singleauskopplung. Seit März 2012 ist This Means War außerdem Titelsong der WWE-Elimination Chamber. Am 11. Januar 2012 wurde wieder eine ausgedehnte Welttournee angekündigt, als Vorbands wurden Seether, Bush und My Darkest Days verpflichtet. Für September und Oktober 2012 war der europäische Teil geplant, als Vorband hat wieder Daughtry mitgewirkt.
Am 26. September 2013 startete Nickelback „The Hits Tour“. Das achte Studioalbum der Band, No Fixed Address, wurde in Deutschland am 14. November 2014 veröffentlicht. Die erste Single Edge of a Revolution wurde am 19. August veröffentlicht.
Die „No Fixed Address“ World Tour wurde am 13. August 2015 wegen einer Stimmbandoperation von Frontmann Chad Kroeger abgebrochen.

### Feed The Machine (2017)
Am 1. Februar erschien die erste Single Feed The Machine für ihr neuntes Album Feed The Machine, das am 9. Juni erscheinen sollte. Dies verzögerte sich um eine Woche, sodass es anschließend am 16. Juni 2017 erschien. Die Feed-The-Machine-Tour durch Nordamerika begann eine Woche später am 23. Juni 2017. Das Album wurde beim Label BMG Rights Management veröffentlicht, unter der Leitung des Produzenten Chris Baseford.
2018 tourten Nickelback, mit Seether als Vorband, durch Europa und hielten in sechs deutschen Hallen.

### Get Rollin’ (2022)
Am 7. September 2022 erschien mit San Quentin die erste Single aus ihrem am 18. November 2022 veröffentlichten zehnten Studioalbums Get Rollin’.

## Stil
Der Musikstil der Band ist bei Hard Rock und den Unterformen Alternative Rock und Post-Grunge einzustufen. Aber auch andere Stilrichtungen fließen mit in die Lieder ein, vor allem Grunge.

## Diskografie
Studioalben

| Jahr | Titel Musiklabel                               | Höchstplatzierung, Gesamtwochen, AuszeichnungChartplatzierungen (Jahr, Titel, Musiklabel, Platzierungen, Wochen, Auszeichnungen, Anmerkungen) | Höchstplatzierung, Gesamtwochen, AuszeichnungChartplatzierungen (Jahr, Titel, Musiklabel, Platzierungen, Wochen, Auszeichnungen, Anmerkungen) | Höchstplatzierung, Gesamtwochen, AuszeichnungChartplatzierungen (Jahr, Titel, Musiklabel, Platzierungen, Wochen, Auszeichnungen, Anmerkungen) | Höchstplatzierung, Gesamtwochen, AuszeichnungChartplatzierungen (Jahr, Titel, Musiklabel, Platzierungen, Wochen, Auszeichnungen, Anmerkungen) | Höchstplatzierung, Gesamtwochen, AuszeichnungChartplatzierungen (Jahr, Titel, Musiklabel, Platzierungen, Wochen, Auszeichnungen, Anmerkungen) | Höchstplatzierung, Gesamtwochen, AuszeichnungChartplatzierungen (Jahr, Titel, Musiklabel, Platzierungen, Wochen, Auszeichnungen, Anmerkungen) | Anmerkungen                                                     |
| Jahr | Titel Musiklabel                               | DE | AT | CH | UK | US | CA | Anmerkungen                                                     |
| ---- | ---------------------------------------------- | --- | --- | --- | --- | --- | --- | --------------------------------------------------------------- |
| 1996 | Curb Amar Management (NKL)                     | DE79 (1 Wo.)DE | — | CH72 (2 Wo.)CH | UK— SilberUK | US182 (1 Wo.)US | CA— GoldCA | Erstveröffentlichung: Mai 1996 Verkäufe: + 110.000              |
| 1998 | The State Schottel Records (Schottel)          | DE57 (1 Wo.)DE | — | — | UK— SilberUK | US130 Platin · (18 Wo.)US | CA— PlatinCA | Erstveröffentlichung: September 1998 Verkäufe: + 1.160.000      |
| 2001 | Silver Side Up Roadrunner Records (UMG)        | DE4 Platin · (58 Wo.)DE | AT1 Platin · (39 Wo.)AT | CH4 Platin · (51 Wo.)CH | UK1 ×3Dreifachplatin · (84 Wo.)UK | US2 ×6Sechsfachplatin · (92 Wo.)US | CA— ×8AchtfachplatinCA | Erstveröffentlichung: 11. September 2001 Verkäufe: + 10.000.000 |
| 2003 | The Long Road Roadrunner Records (WMG)         | DE4 Gold · (16 Wo.)DE | AT4 Gold · (10 Wo.)AT | CH4 (15 Wo.)CH | UK5 Platin · (17 Wo.)UK | US6 ×3Dreifachplatin · (80 Wo.)US | CA— ×5FünffachplatinCA | Erstveröffentlichung: 22. September 2003 Verkäufe: + 4.152.500  |
| 2005 | All the Right Reasons Roadrunner Records (WMG) | DE4 ×3Dreifachgold · (73 Wo.)DE | AT7 Gold · (30 Wo.)AT | CH4 Gold · (87 Wo.)CH | UK2 ×3Dreifachplatin · (61 Wo.)UK | US1 Diamant · (205 Wo.)US | CA— ×7SiebenfachplatinCA | Erstveröffentlichung: 26. September 2005 Verkäufe: + 18.000.000 |
| 2008 | Dark Horse Roadrunner Records (WMG)            | DE4 ×3Dreifachgold · (40 Wo.)DE | AT5 Gold · (35 Wo.)AT | CH5 (37 Wo.)CH | UK4 Platin · (26 Wo.)UK | US2 ×3Dreifachplatin · (166 Wo.)US | CA— ×9NeunfachplatinCA | Erstveröffentlichung: 14. November 2008 Verkäufe: + 4.616.000   |
| 2011 | Here and Now Roadrunner Records (WMG)          | DE2 Gold · (28 Wo.)DE | AT3 (18 Wo.)AT | CH2 Gold · (41 Wo.)CH | UK10 Gold · (15 Wo.)UK | US2 Platin · (42 Wo.)US | CA— ×2DoppelplatinCA | Erstveröffentlichung: 14. November 2011 Verkäufe: + 1.612.227   |
| 2014 | No Fixed Address Republic Records (UMG)        | DE7 Gold · (20 Wo.)DE | AT4 Platin · (18 Wo.)AT | CH3 (22 Wo.)CH | UK12 Gold · (10 Wo.)UK | US4 (19 Wo.)US | CA2 Platin · (9 Wo.)CA | Erstveröffentlichung: 14. November 2014 Verkäufe: + 365.000     |
| 2017 | Feed the Machine BMG Rights Management (WMG)   | DE6 (10 Wo.)DE | AT4 (13 Wo.)AT | CH2 (21 Wo.)CH | UK3 Silber · (8 Wo.)UK | US5 (7 Wo.)US | CA2 (5 Wo.)CA | Erstveröffentlichung: 16. Juni 2017 Verkäufe: + 60.000          |
| 2022 | Get Rollin’ BMG Rights Management (WMG)        | DE7 (7 Wo.)DE | AT8 (3 Wo.)AT | CH1 (9 Wo.)CH | UK8 (2 Wo.)UK | US30 (1 Wo.)US | CA4 (11 Wo.)CA | Erstveröffentlichung: 18. November 2022                         |

## Auszeichnungen
Nickelback erhielten für ihre musikalischen Veröffentlichungen folgende Preise und Auszeichnungen:
- Comet[39]
  - 2002: für „Rock-Act“
- Billboard Music Awards[40]
  - 2006 Bestes Rock-Album des Jahres: All the Right Reasons
  - 2006 Duo/Gruppe des Jahres
  - 2006 Hot 100 Künstler/Duo/Gruppe des Jahres
  - 2009 Bestes Rock-Album des Jahres: Dark Horse
- American Music Awards[41]
  - 2006 Bestes Pop/Rock-Album: All the Right Reasons
  - 2007 Beste Pop/Rock Band/Duo/Gruppe
- People’s Choice Award[42]
  - 2007 Beste Gruppe
- MuchMusic Video Awards[43]
  - 2002 Bestes Video: Too Bad
  - 2002 MuchLoud Bestes Rock Video: Too Bad
  - 2006 MuchLoud Bestes Rock Video: Photograph
  - 2007 Much MoreMusic Award: Far Away
  - 2009 Bestes Video: Gotta Be Somebody
  - 2009 MuchLoud Bestes Rock Video: Gotta Be Somebody
  - 2009 Post Production: Gotta Be Somebody
- Juno Award[44]
  - 2001 Beste Neue Gruppe
  - 2002 Beste Single: How You Remind Me
  - 2002 Beste Gruppe
  - 2002 Bestes Rock-Album: Silver Side Up
  - 2003 Songwriter des Jahres: Silver Side Up
  - 2004 Gruppe des Jahres
  - 2004 Juno Fan Choice Award
  - 2006 Gruppe des Jahres
  - 2006 Rock-Album des Jahres: All the Right Reasons
  - 2009 Juno Fan Choice Award
  - 2009 Gruppe des Jahres
  - 2009 Album des Jahres: Dark Horse